# Vsevolod Grečenko
Vsevolod Grečenko (1898 – 2. října 1948) byl konstruktér, jehož život je spjatý s továrnou Jawa. Po útěku Georga Williama Patchetta před nacisty se stal vedoucím konstrukčního oddělení Jawy. Z podniku byl vyhozen hned 30. června 1945, protože bylo povědomí o vztahu emigranta Grečenka k Sovětskému svazu. Grečenkovo rýsovací prkno zdědil Jan Křivka, kterého Grečenko do firmy přijímal.

## Dílo
Jako konstruktér a šéfkonstruktér se podílel na konstrukci celé řady úspěšných motocyklů Jawa. Známá Jawa 350, nazývaná „Pérák“, byla konstrukcí, na které stavěli další technici. Na trzích států s pokřivenou ekonomikou tato koncepce přežila celých padesát let.
Některé jeho myšlenky se dochovaly v archivech patentových úřadů:
- patent FR894344A měl zabránit přenosu vibrací motoru do rámu motocyklu. Motor nebyl s rámem spojen pevně, ale pružně na silentblocích. Riziko přenosu kmitů pružně uloženého motoru na řetěz bylo eliminováno uložením motoru tak, aby kmital kolem osy pastorku, který přenášel točivý moment na řetěz,[3]
- patent CH241505A spočíval v montáži spirálových dílů do přepouštěcích kanálů dvoutaktního motoru. Benzínová směs obtékající vložky byla uvedena do krouživého pohybu, který byl zárukou dokonalého vyplnění spalovacího prostoru,[4]
- patent 2494-39. 63b: Pružné uložení osy předního kola u jízdních kol a pod.[5]

Dne 15. března 1941 přinesl časopis Auto informaci, že Dr. Ing. Grečenko byl jmenován majitelem firmy Jawa přednostou konstrukční kanceláře. Během 2. světové války probíhal vývoj nových typů motocyklů: dvoutaktní 175 cm³, 250 cm³, 350 cm³ a čtyřtaktní 350 cm³. Dne 17. června 1944 doporučil Grečenko koncentrovat výrobu jenom na Jawu 250.
Již 24. října 1945 byl vydán Dekret prezidenta republiky č. 100/1945 Sb. o znárodnění dolů a některých průmyslových podniků. Týkal se i podniků průmyslu kovodělného, elektrotechnického, jemné mechaniky a optiky, s více než 500 zaměstnanci. Průmysl začal být řízen centrálně a připravovala se reorganizace celého oboru výroby vozidel. Zamýšlená výroba ve velkých sériích, které by zajistily jejich konkurenceschopnost, se měla provést pomocí unifikace vozidel. K tomuto úkolu byla sestavena komise, ve které zasedal i dr. Ing. Grečenko. Vše, co nebylo v souladu s touto linií, nebylo povoleno. Stejný osud potkal i Velorex, lidové vozítko, které vyráběli František a Mojmír Stránský. Mojmír Stránský se nevzdal a navštívil Ministerstvo dopravy znovu. Grečenko výrobu Velorexu i v této složité době povolil, když akceptoval Stráského nápad deklarovat tříkolku jako vozidlo pro invalidy.
Grečenko také zvítězil v anonymní soutěži, kterou vypsaly Československé závody kovodělné na konstrukci motoru, jež by měl pohánět tzv. „Národní závodní motocykl“. Soutěžil s návrhem „O.K. 00555“ – kapalinou chlazeným plochým horizontálním čtyřválcem OHC. Soutěž se konala dne 6. března 1947, tedy pár měsíců před komunistickým pučem. Od února 1948 už všechno bylo jinak; plány se zrušily.
V časopise Auto z 15. listopadu 1947 je článek Vsevoloda Grečenka o pražském autosalonu.

## Osud
Vsevolod Grečenko patřil k bílé emigraci, ale nebyl odvlečen Směrš z Československa do SSSR jako stovky těch, kteří působili v krajanských organizacích. Zemřel při nehodě tramvaje dne 2. října 1948. V té době pracoval na konstrukci trolejbusu Tatra 400 ve smíchovské Tatře. Po jeho tragické smrti dokončil práci Vladimír Popelář.

## Strojaři Grečenko působící v Čechách
Ing. Jiří V. Grečenko měl zastoupení firmy Harley Davidson a jejich motocykly prodával v Kolíně (Ovčárecká ulice č. 333). Obchod (servis) měl na dvoře rodinné vily architekta Čeňka Křičky. Na své vile nechal Křička po svém zvolení starostou Kolína zhotovit nápis Na Závisti.Na stroji Harley Davidson se účastnil Zimní motocyklové soutěže 19. února 1928. Do soutěže do přihlásil generální zástupce Harley Davidson Rudolf Tesárek. Dne  31. května 1929 startoval na Velké motocyklové soutěži s motocyklem se sidecarem, který byl vybaven taxametrem a jinak sloužil jako taxi.
Profesor Ing. Alexandr Grečenko, DrSc. (15. 10. 1930) pracoval v tehdejším Výzkumném ústavu zemědělských strojů a napsal desítky původních prací. Jeho technická řešení jsou chráněna patenty. Zabýval se pohony zemědělských strojů a jejich vlivem na obdělávanou půdu. Jako pedagog působil na Katedře traktorů a automobilů (pozdější Katedry vozidel a pozemní dopravy) České zemědělské univerzity v Praze. Na začátku sedmdesátých letech musel z politických důvodů školu opustit. Až v roce 1990 se vrátil a působil zde pět let. Dále působil na Katedře strojů a mechaniky, která je součástí Fakulty výrobních technologií a managementu (FVTM) Univerzity J. E. Purkyně v Ústí n. L. (UJEP). Svými pracemi ovlivnil vývoj a konstrukci podvozků traktorů Zetor. Spoluprací s podniky Agrostroj v Prostějově, Pelhřimově a Jičíně zanechal stopu v konstrukci samojízdných zemědělských strojů.V mládí přispíval Alexandr Grečenko do časopisu Letectví.
V rámci pomoci rozvojovým zemím působil prof. Grečenko dva roky na univerzitě v iráckém Bagdadu.